# Белорусский добровольческий корпус
Белору́сский доброво́льческий ко́рпус (БДК; укр. Білоруський добровольчий корпус, бел. Беларускі добраахвотніцкі корпус) — объединение белорусских добровольцев, воюющих против Российской Федерации в рядах Вооружённых сил Украины. Находятся под юрисдикцией Главного управления разведки министерства обороны Украины.

## История
О создании Белорусского добровольческого корпуса заявили 25 декабря 2022 года белорусские добровольцы Игорь «Янки» Янков, Андрей «Бессмертный» Троцевский и Родион «Гена» Батулин.

По словам Игоря Янкова, 
причиной создания БДК прежде всего стало несогласие с тем, что белорусских воинов пытаются политизировать. Война сейчас здесь, в Украине, мы видим её своими глазами. Победа в этой войне для Белорусского добровольческого корпуса — это самый главный приоритет.
Ранее лидеры нового формирования входили в различные добровольческие отряды. Так, «Янки» называл себя командиром белорусского подразделения в украинском добровольческом батальоне «Братство», пулемётчиком украинской группы «Традиция и порядок», командиром интернационального батальона «Титан». Родион Батулин до начала полномасштабной войны был известен как один из ближайших соратников Сергея «Боцмана» Коротких, позже стал представителем батальона «Террор». Это формирование летом 2022 года покинуло полк Калиновского и действовало как самостоятельная единица до вступления в БДК.
БДК принимал участие в рейдах на левом берегу Днепра.
В декабре 2023 года белорусские власти объявили корпус экстремистским формированием.